# 安全繼電器
安全繼電器（Safety relays）是一般用來實現安全機能的設備，它将传感器和执行器连接在一起,以监测诸如紧急停止开关、安全光栅和双手控制器等安全设备。如果检测到任何异常信号,安全继电器将切断电源,防止设备继续运行造成危险。
早期的工厂和机器控制通常依靠接触器和继电器。但是,如果这些设备由于误操作而失效,它们将无法提供安全保护。为了解决这个问题,设计了一些特殊的继电器电路,例如三继电器组合,以减少这类问题的发生。皮尔兹公司(Pilz)开发了第一台安全继电器PNOZ,标志着安全继电器技术的诞生。
安全继电器的设计以机电或全部电子方式工作,但都需要确保正确安装时,设备本身、传感器或执行器的故障不会导致安全机能失效。它们提供从简单的机械接点继电器到复杂的可编程安全控制器的完整产品范围。安全继电器已成为工业自动化中监控危险机械安全的关键设备。

## 歷史
在早期發展控制技術時，會用繼電器及接触器來控制工廠以及機器。在一些有危險性的情形時，會直接將致動器切離電源。這種保護機制若在保護機能因為誤動作而失效時，就無法發揮作用。一些特殊的繼電器電路（例如三繼電器組合）是早期考慮到這些情形，設法減少這類問題發生的設計。這些設備的組合使用也讓德國的自動化公司皮爾磁發展了第一個安全繼電器PNOZ.。

## 說明
在有危險的情形時，安全機能的任務（例如緊急停止開關、安全閘、靜止監控等）是用適當的措施來使風險減少到可以接受的程度。這些安全機能包括：
- 緊急停止開關
- 安全閘
- 安全光柵
- 壓力感應墊
- 雙手控制器
- 時間延遲裝置

安全繼電器會監控特定的機能，為了要對工廠或是機器的完全監控，可以和其他的安全繼電器連接，相關的法規有EN 60947-5-1、EN 60204-1及VDE 0113-1。

## 設計及機能
各安全繼電器的設計技術也有不同：
- 傳統以接觸器為基礎的繼電器技術（強制性安全繼電器，force-guided contacts relay）
- 有電子式的評估，以接觸器為基礎的無電壓輸出
- 完全電子化的設備，以半導體元件控制輸出

安全繼電器的設計需要確保，在正確配線的情形下，設備本身的故障或传感器、执行器的故障都不會讓安全機能失效。
一般的繼電器有線圈，利用金屬接點的機械式移動來開啟或關閉負載。若一直反覆開關，金屬接點可能會因為熱而焊死，因此而接點一直導通。若有此情形，就算操作人員按下了緊急停止開關，機器仍然會繼續運轉，這可能會造成操作人員的危險。因此，許多歐洲、美國的法規、國際法規或安全標準都禁止用單一的传感器或执行器進行危險機械的安全機能。
第一代的安全繼電器是用傳統的三繼電器組合。其冗餘設計確保接線錯誤不會讓安全機能失效。有二個继电器（K1, K2），各自有positive-guided的接點以提供安全機能。有二個輸入信號CH1及CH2驅動這二個繼電器。由啟動繼電器K3提供這個電路電源。有回授線路監控這二個繼電器的輸出端Y1及Y2，目的是要確認执行器是否有因為继电器而正確開啟或是關閉。若輸入電路偵測到任何異常，例如緊急停止接點而焊死而永久導通，或是任一個輸出繼電器沒有正常開啟或是關閉，安全繼電器會將設備斷電，也切換继电器K1及K2的電源。